# The Slavey's Dream
The Slavey's Dream è un cortometraggio muto del 1904 diretto da Lewin Fitzhamon.

## Trama
Una damigella sogna che un eroico cavaliere duelli contro il cattivo.

## Produzione
Il film fu prodotto dalla Hepworth.

## Distribuzione
Distribuito dalla Hepworth, il film - un cortometraggio della lunghezza di 30 metri - uscì nelle sale cinematografiche britanniche nel giugno 1904.
Non si hanno altre notizie del film che si ritiene perduto, forse distrutto nel 1924 quando il produttore Cecil M. Hepworth, ormai fallito, cercò di recuperare l'argento del nitrato fondendo le pellicole.